# Nico van der Weide
 Nicolaas Willem (Nico) van der Weide (Zaandam, 3 september 1938 – Westbeemster, 21 maart 2020) was een Nederlands voetballer.

## Biografie
Nico van der Weide was de zoon van Peter Nikolaus van der Weide en Willempje Renes. Hij trouwde met Adele Kroonenberg en had drie kinderen.
Hij speelde van 1959 tot 1961 bij AFC Ajax als doelman. Van zijn debuut in het kampioenschap op 6 september 1959 tegen MVV tot zijn laatste wedstrijd op 15 januari 1961 tegen VVV speelde van der Weide in totaal 3 wedstrijden in het eerste elftal van Ajax.

## Statistieken
| Club  | Seizoen | Competitie | Competitie | Overig | Overig | Totaal | Totaal |
| Club  | Seizoen | Wed.       | Dlp.       | Wed.   | Dlp.   | Wed.   | Dlp.   |
| ----- | ------- | ---------- | ---------- | ------ | ------ | ------ | ------ |
| ZFC   | 1958/59 | 10         | 0          | -      | -      | 10     | 0      |
| Total | Total   | 10         | 0          | -      | -      | 10     | 0      |
| Ajax  | 1959/60 | 1          | 0          | 1      | 0      | 2      | 0      |
| Ajax  | 1960/61 | 1          | 0          | -      | -      | 1      | 0      |
| Total | Total   | 2          | 0          | 1      | 0      | 3      | 0      |